# Cantonul Fontenay-aux-Roses
Cantonul Fontenay-aux-Roses este un canton din arondismentul Antony, departamentul Hauts-de-Seine, regiunea Île-de-France, Franța.

## Comune
- Fontenay-aux-Roses